# حركة الغذاء لا المروج
حركة الغذاء لا المروج (Food Not Lawns) هي حركة اجتماعية غير مركزية تركز على استبدال المروج الحضرية بالحدائق العضوية المنتجة للغذاء. أول مجموعة استخدمت اسم «الغذاء لا المروج» قد تأسست بمدينة يوچين، أوريغون، عام  1999، والذين قاموا بتأسيسها هم: تبياس بوليتشا ونيك روتلدج وهيثر جو فلورس. وفي عام 2006 قام فلوريس بنشر كتاب بعنوان Food Not Lawns: How to Turn Your Yard into a Garden and Your Neighborhood into a Community . كانت الفرضية الرئيسية لحركة الغذاء لا المروج ، التي وصفت نفسها بمجموعة "Avant Gardening"، هو ادخار الموارد الفائضة سواء كانت طعامًا أو بذورًا أو نباتات أو أدوات أو مساحة حديقة أو منشورات أو حتى وقتًا تطوعيًا وتوجيهها نحو بناء غذاء آمن للمجتمع في متناول أيدي الجميع.
مع ميلاد مجتمع التنظيم السياسي الراديكالي في يوچين في أواخر التسعينات تطورت حركة الغذاء لا المروج مباشرةً من الفرع المحلي لمجموعة «الغذاء لا القنابل» (Food Not Bombs) وهي مجموعة تتشارك الأغذية بالمجان، ولها اهتمام بقضايا عدالة الغذاء، وذات منهج إداري وديمقراطي مشابه.
لا تتبع حركة الغذاء لا المروج أو حركة الغذاء لا القنابل هيئة صنع القرار المركزية، فهم أمثلة للحركات التي تعمل بشكل استقلالي وتنظيم ذاتي، حيث أن كل فرد له حق الحرية في بدء مجموعة مستقلة للغذاء لا المروج.
للفروع المحلية لحركة الغذاء لا المروج أنشطة متنوعة. فهي تقوم بتنظيم فعاليات «مبادلة البذور»، كما يقومون أيضًا ببناء حدائق للمجتمع وبعمل منشورات  سواء كانت على شبكة الإنترنت أو مطبوعة، ويستضيفون حفلات العمل لمساعدة أفراد المجتمع على تحويل مروجهم إلى حدائق.
وفقًا للموقع العالمي لحركة الغذاء لا المروج، للحركة حاليًا أكثر من 50 فرعًا حول العالم. وهناك حركات مشابهة بدأت بأسماء أخرى مثل «نموا الغذاء لا المروج» (Grow Food Not Lawns) و«ازرعوا الغذاء لا المروج» (Plant Food Not Lawns)؛ ويمكن العثور على البضائع التي تحمل أي من الشعارات الثلاثة.